# Muhammad ibn Ali

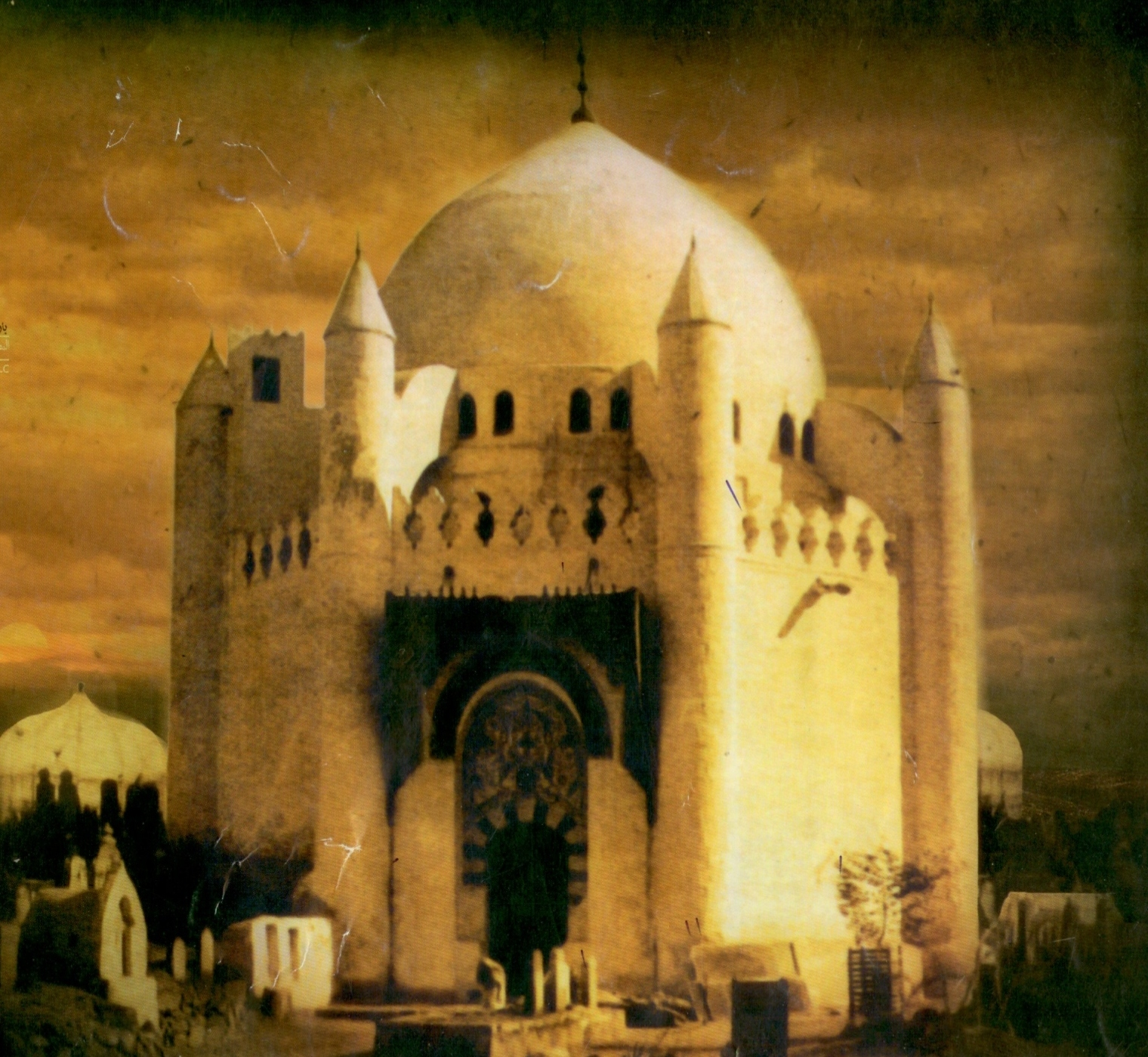
Helgedomen i Al-Baqi', förstörd år 1925. Imam Muhammad al-Baqir var en av fyra shiaimamer som begravdes där.

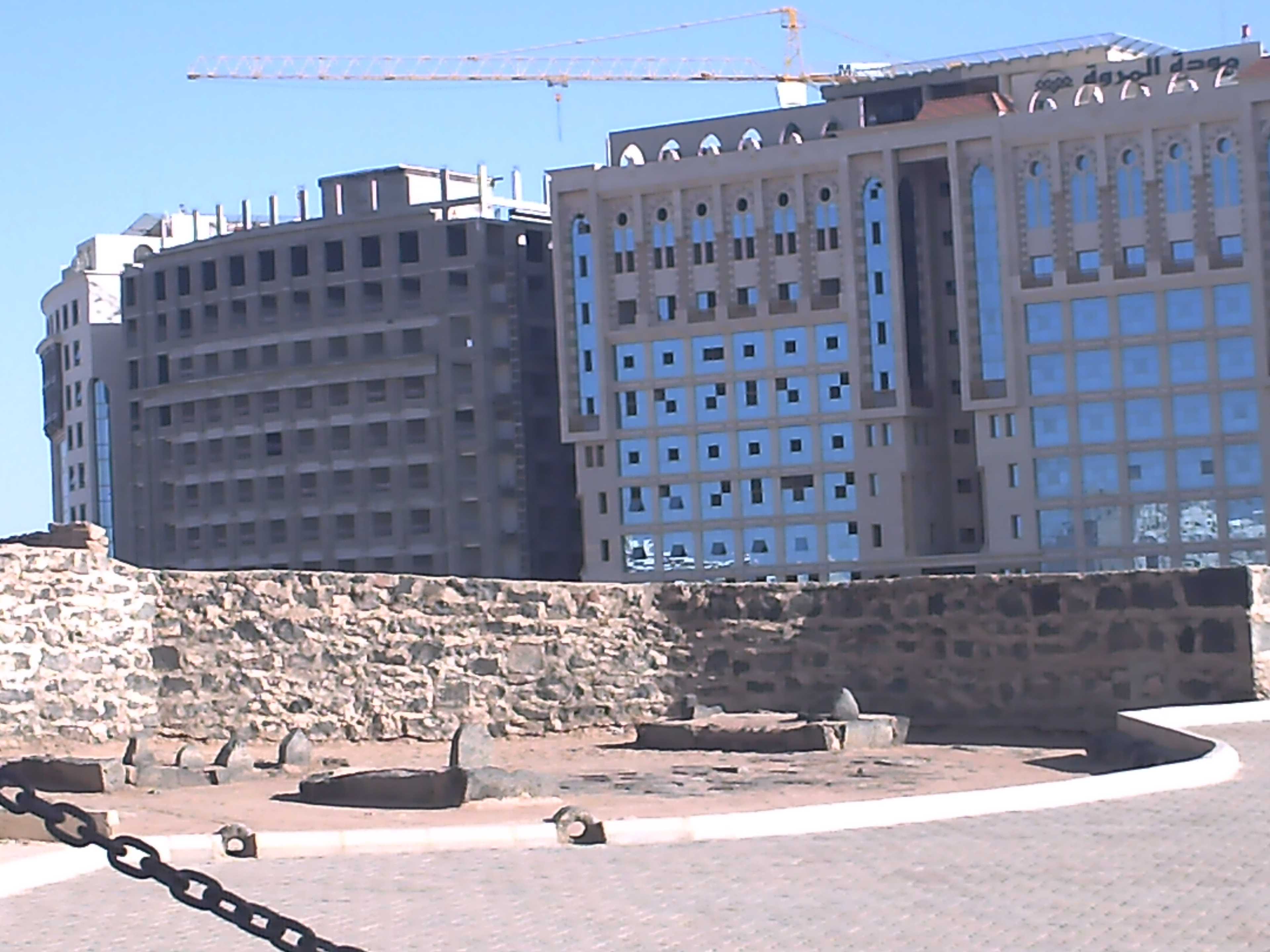
Imam Muhammad al-Baqirs grav i Medina i Saudiarabien.

Muhammad al-Baqir (الإمام محمد الباقر, al-Baqir betyder "den som öppnar kunskap"), han föddes som Muhammad ibn Ali ibn Husayn (محمد بن علي بن الحسين), född 676 och död 743 i Medina, var shiaimam (den femte enligt imamiterna och den fjärde enligt ismailiterna). Han var politiskt passiv hela sitt liv. Enligt tradition genomförde han teologiska diskussioner med den umayyadiske kalifen Hisham ibn Abd al-Malik. Han ligger begravd i Medina. Han är vördad av shiamuslimer för sitt religiösa ledarskap, och respekterad av sunnimuslimer för sin kunskap och islamiska lärdom som jurist i Medina.
al-Baqir föddes i Medina, ungefär vid den tidpunkt då Muawiya I arbetade för att säkra efterföljden av sin son Yazid. Som barn bevittnade al-Baqir tragedin i Karbala, där alla hans manliga släktingar massakrerades, förutom hans far som var för sjuk för att delta i striderna. Som ung bevittnade al-Baqir maktkamperna mellan umayyaderna, Abd Allah ibn al-Zubayr och olika shiagrupper, medan hans far avgick från politisk verksamhet.
al-Baqir är vördad av både shia- och sunnimuslimer som en framstående expert inom rättsvetenskap, exeges av Koranen, vetenskapen om hadith och teologi. Även om han var bosatt i Medina var hans främsta efterföljare i Kufa, Irak, där han lockade ett antal framstående teologer. al-Baqir tillerkänns för att ha lagt grunden till den imamitiska skolan, inklusive en sammanhängande teori om imamah, som vidareutvecklades av hans son och efterträdare Jafar al-Sadiq. Liksom sin far antog al-Baqir en passiv policy, och försökte enligt uppgift avråda sin halvbror Zayd från att göra uppror mot umayyaderna i förtid.

## Under de umayyadiska regenterna
Trots att han inte blandade sig i politiska aktiviteter förföljde de umayyadiska regenterna Muhammad al-Baqir. Många shiitiska individer och delegationer kom till Medina från Kufa för att lyssna på al-Baqirs läror och ställa frågor till honom, bland annat om vem som hade rätt att styra. Han misstroddes även på grund av hans broder Zayd ibn Alis och andra släktingars uppror.
Kalifen Hisham ibn Abd al-Malik gjorde en pilgrimsfärd till Mecka, där Muhammad al-Baqir och hans son Jafar as-Sadiq var närvarande. Vid en samling höll al-Baqir ett tal: "Vi är Guds favoriter och utvalda tjänare, och Hans ställföreträdare på jordens yta. Den som lyder oss är framgångsrik och den som gör motstånd mot oss kommer att vara ond och eländig." Hans uttalanden meddelades till Hisham, som skrev till Medinas guvernör när han återvände till sitt hov i Syrien och instruerade honom om att skicka al-Baqir och hans son till Damaskus. När de anlände höll Hisham dem väntades i tre dagar, och på den fjärde dagen kallade han dem till sitt hov, där han sköt pil med sina officerare.
Lärdomar Medan han var politiskt passiv, sägs al-Baqir ha spelat en betydande roll i islams historia ur en intellektuell och religiös synvinkel, vilket vittnas om av det stora antalet traditioner som tillskrivs al-Baqir. Som den första shiaimamen som ägnade sig åt systematisk undervisning, betraktar Lalani al-Baqir som en mångsidig expert inom rättsvetenskap, exeges av Koranen, vetenskapen om hadith och teologi. al-Baqir har också tillerkänts för att ha lagt de doktrinära och juridiska grunderna för den imamitiska skolan, som vidareutvecklades av al-Baqirs son Jafar al-Sadiq. Bevisen tyder också på att al-Baqir var en framstående traditionist, kännetecknat genom att han bara accepterade de traditioner av Muhammed som hade rapporterats av de tidigare imamerna.

## Läror
Medan han var politiskt passiv, sägs al-Baqir ha spelat en betydande roll i islams historia ur en intellektuell och religiös synvinkel, vilket vittnas om av det stora antalet traditioner som tillskrivs al-Baqir. Som den första shiaimamen som ägnade sig åt systematisk undervisning, betraktar Lalani al-Baqir som en mångsidig expert inom rättsvetenskap, exeges av Koranen, vetenskapen om hadith och teologi. al-Baqir har också tillerkänts för att ha lagt de doktrinära och juridiska grunderna för den imamitiska skolan, som vidareutvecklades av al-Baqirs son Jafar al-Sadiq. Bevisen tyder också på att al-Baqir var en framstående traditionist, distinkt genom att han bara accepterade de traditioner av Muhammed som hade rapporterats av de tidigare imamerna.
al-Baqir grundade det som senare utvecklades till imamiternas lagskola och befäste shiamuslimernas karaktäristiska metoder. Till exempel återinförde han uttrycket hayya ala khayril-amal (bokstavligen 'skynda till den bästa gärningen') i den shiamuslimska uppmaningen till bön (adhan), som påstås ha tagits bort av Umar ibn al-Khattab enligt shiitiska och några tidiga sunnitiska källor. En annan distinkt regel var att det var oacceptabelt att stryka med sina händer på sina skor före bön, även om det var vanligt, som ersättning för att tvätta sina fötter (se wudu). al-Baqir försvarade också mut'ah (tillfälligt äktenskap) som en praxis som bekräftats av Muhammed. al-Baqir förbjöd alla berusningsmedel, medan Kufa-juristerna tillät fermenterade drycker (nabidth). Han avvisade användningen av ra'y (lit. 'åsikt') och qiyas (lit.'analogi') när han besvarade juridiska frågor. al-Baqir hävdade också att självförsvar genom förställning (taqiya) är nödvändigt under hot om död eller skada.
Enligt al-Kafi, ansåg al-Baqir att alla var ansvariga på domedagen i omfattningen av deras intelligens.

## Död
Imamen dog den 7 dhu al-hijja. Liksom med de andra imamerna betraktas al-Baqir som en martyr (shahid) enligt shiamuslimsk tro, även om det finns olika åsikter om sättet för hans död. Imam al-Baqir blev förgiftad av kalif Hisham ibn Abd al-Malik. Enligt det shiitiska narrativet gav kalifen en sadel som hade behandlats med gift till Zayd ibn al-Hasan, som i sin tur gav den till imamen, som använde den och dog. al-Baqir lades till vila under kupolen i al-Baqi', där imamerna Hasan ibn Ali och Ali ibn Husayn Zayn al-Abidin hade begravts. Graven förstördes av wahhabiterna år 1806 och återuppbyggdes senare av troende, men förstördes igen år 1926.

### Källhänvisningar
1. ↑  Джафар ас-Садик, Islamskij entsiklopeditjeskij slovar'.[källa från Wikidata]
2. ↑  Мухаммад Бакир, Islamskij entsiklopeditjeskij slovar'.[källa från Wikidata]
3. ↑  A Brief History of The Fourteen Infallibles. Qum: Ansariyan Publications. 2004. p. 117.
4. ↑  Bæk Simonsen, Jørgen (1994). ”Muhammad al-Baqir”. Islamlexikonet. Forum. ISBN 91-37-10552-3
5. 1 2  Sharif al-Qarashi, Baqir (1999). The Life of Imam Mohammed al-Baqir; Chapter VI & VIII (PDF). Translated by Jasim al-Rasheed. Qum, Islamic Republic of Iran: Ansariyan Publications. ISBN 964-438-044-4.
6. 1 2  Tabatabai, Muhammad Husayn (1975). Shiite Islam. Translated and Edited by Seyyed Hossein Nasr. State University of New York Press. pp. 68, 179. ISBN 0-87395-390-8.
7. ↑  Lalani 2000, s. 37.
8. ↑  Lalani 2000, s. 8, 9, 96.
9. 1 2 3 4 5 6  Buckley 2022.
10. 1 2 3  Kohlberg 2022.
11. ↑  Lalani 2000, s. 47.
12. 1 2  Lalani 2000, s. 8.
13. ↑  Lalani 2000, s. 8–9.
14. ↑  Lalani 2000, s. 12.
15. ↑  Lalani 2000, s. 123–124.
16. ↑  Lalani 2005.
17. ↑  Jafri 1979, s. 176.
18. ↑  Lalani 2000, s. 13.
19. ↑  al-Kulayni 2015.
20. ↑  Momen 1985, s. 37.
21. ↑  Donaldson, Dwight M. (1933). The Shi'ite Religion: A History of Islam in Persia and Irak. BURLEIGH PRESS. pp. 112–119.